# Snoop Dogg’s Doggystyle
Snoop Dogg's Doggystyle ist ein Videofilm aus dem Jahr 2001, der Pornografie und Hip-Hop-Musik kombiniert.
Als besonderer Marketing-Gag wird das Video von Rapstar Snoop Dogg als eine Mischung aus Gastgeber und Moderator präsentiert und exklusiv mit seiner eigenen Musik untermalt. Es war der erste Pornofilm, der jemals in den Billboard-Musikvideo-Verkaufscharts gelistet wurde. Aufgrund seines großen Erfolges hat es später Nachahmer aus der Hip-Hop-Szene gefunden, wie zum Beispiel Mystikal, Too Short, Ice-T, Coolio, Yukmouth und King Orgasmus One.
Die Szenen wurden in Snoop Doggs Haus in Claremont (Kalifornien) gedreht. Snoop Dogg selbst tritt jedoch nicht nackt oder als Darsteller auf.

## Beteiligte Personen
Neben den professionellen Pornodarstellern (siehe „Besetzung“ in der Infobox), treten folgende Personen im Video auf:

### Tänzer
- Lenore
- Petro
- Moet
- Essence
- Caramel
- Diva Blue
- Alize

### Freunde Snoop Doggs
- Xzibit
- Rappin’ 4-Tay
- Tray Deee
- Goldie Loc
- Nate Dogg
- Soopafly
- DJ Jam
- Uncle Junebug
- Tha Locs

## Soundtrack
(alle Lieder von Snoop Dogg)
- Let's Roll – exklusiv
  - enthält ein Sample aus Michael Jacksons Billie Jean
- Dogghouse
- One More Switch – exklusiv
- P*** Sells
- Fatal Attraction – exklusiv
- In Love with a Thug
- G'd Up
- Pump Your Brakes
- Now We Lay 'Em Down
- Tha G In Deee
- Don't Tell
- Give It 2 'Em Dogg
- Nigga Sayin' Hi – exklusiv
- Tha' East Sidaz

## Auszeichnungen
| Jahr | Award                                |
| ---- | ------------------------------------ |
| 2002 | AVN Award „Best Music“               |
| 2002 | AVN Award „Top Selling Tape of 2001“ |

## Charts
| Chart                       | Höchste Platzierung/(für … Wochen) | Wochen insgesamt |
| --------------------------- | ---------------------------------- | ---------------- |
| Porno-Verkaufscharts        | # 1 (2)                            | 2                |
| Billboard Musikvideo-Charts | # 21 (1)                           | 3                |